# Platymantis taylori
Espèce
Statut de conservation UICN

 VU  : Vulnérable
Platymantis taylori est une espèce d'amphibiens de la famille des Ceratobatrachidae.

## Répartition
Cette espèce est endémique de Luçon aux Philippines. Elle se rencontre dans la sierra Madre à une altitude de 100 à 400 m.

## Description
Platymantis taylori  mesure de 27,6 à 28,3 mm pour les mâles et 37,3 mm pour la femelle.

## Étymologie
Cette espèce est nommée en l'honneur d'Edward Harrison Taylor.

## Publication originale
- Brown, Alcala & Diesmos, 1999 : Four new species of the genus Platymantis (Amphibia: Ranidae) from Luzon Island, Philippines. Proceedings of the California Academy of Sciences, sér. 4, vol. 51, p. 449-460 (texte intégral).